# 唯靈論
唯靈論（英語：Spiritism）是一种在法国十九世纪中叶兴起的哲学学说，它首先由法国教育家阿朗·卡尔代克发表。“唯靈論”此名是由亚兰·卡甸创造的，来自于法语日常用语，但因后来唯靈論普及后，此词也被纳入于学术文献。唯灵论假定灵魂永恒不死，只是暂时寄居在肉体中获得进步。当今“唯靈論”拥有着多种含义。巴西拥有世界上最多的唯靈論信徒，达四百万。